# Jenna Saario
Jenna Saario, född den 14 april 1998, är en finländsk innebandysspelare som spelar för finländska TPS och finländska damlandslaget.
Jenna Saario har med det finländska landslaget tagit 3 VM-silver (2017, 2021 och 2023) och ett VM-brons 2019 samt ett guld i World Games år 2025.